# Konståkning vid olympiska sommarspelen 1908
Konståkning vid olympiska spelen 1908 i London, England, Storbritannien bestod av fyra tävlingar. De hölls på Prince's Skating Club, I Knightsbridgedistriktet . Detta var första gången som olympiska spelen innehöll det som brukar klassas som vintersport (det vill säga utövas på snö eller is), 16 år före olympiska vinterspelen 1924 i Chamonix., Frankrike.
Tävlingarna åktes den 28-29 oktober 1908.
Ingen tävling hade mer än sju deltagare, och två av dem hade bara tre deltagare.

## Medaljsummering
| Gren                                  | Guld                                     | Silver                                              | Brons                                      |
| Singel herrar Huvudartikel            | Ulrich Salchow Sverige                   | Richard Johansson Sverige                           | Per Thorén Sverige                         |
| Herrarnas specialprogram Huvudartikel | Nikolai Panin Ryssland                   | Arthur Cumming Storbritannien                       | Geoffrey Hall-Say Storbritannien           |
| Singel damer Huvudartikel             | Madge Syers Storbritannien               | Elsa Rendschmidt Tyskland                           | Dorothy Greenhough-Smith Storbritannien    |
| Paråkning Huvudartikel                | Anna Hübler och Heinrich Burger Tyskland | Phyllis Johnson och James H. Johnson Storbritannien | Madge Syers och Edgar Syers Storbritannien |

## Deltagare
21 åkare från sex länder deltog.
- 1 deltagare
- 3 deltagare
- 11 deltagare
- 1 deltagare
- 4 deltagare
- 1 deltagare

## Medaljställning
| Pl. | Nation         | Guld | Silver | Brons | Totalt |
| --- | -------------- | ---- | ------ | ----- | ------ |
| 1   | Storbritannien | 1    | 2      | 3     | 6      |
| 2   | Sverige        | 1    | 1      | 1     | 3      |
| 3   | Tyskland       | 1    | 1      | 0     | 2      |
| 4   | Ryssland       | 1    | 0      | 0     | 1      |

Argentina och USA deltog, men vann inga medaljer.